# Platanthera ophiocephala
Platanthera ophiocephala är en orkidéart som först beskrevs av William Wright Smith, och fick sitt nu gällande namn av Tang och Fa Tsuan Wang. Platanthera ophiocephala ingår i släktet nattvioler, och familjen orkidéer. Inga underarter finns listade i Catalogue of Life.